# Atherigona jacobsoni
Atherigona jacobsoni este o specie de muște din genul Atherigona, familia Muscidae, descrisă de Malloch în anul 1928. Conform Catalogue of Life specia Atherigona jacobsoni nu are subspecii cunoscute.